# Liste der Gräber bekannter Persönlichkeiten auf dem Hauptfriedhof Frankfurt
Diese Liste nennt die Gräber bekannter Persönlichkeiten auf dem Hauptfriedhof Frankfurt.

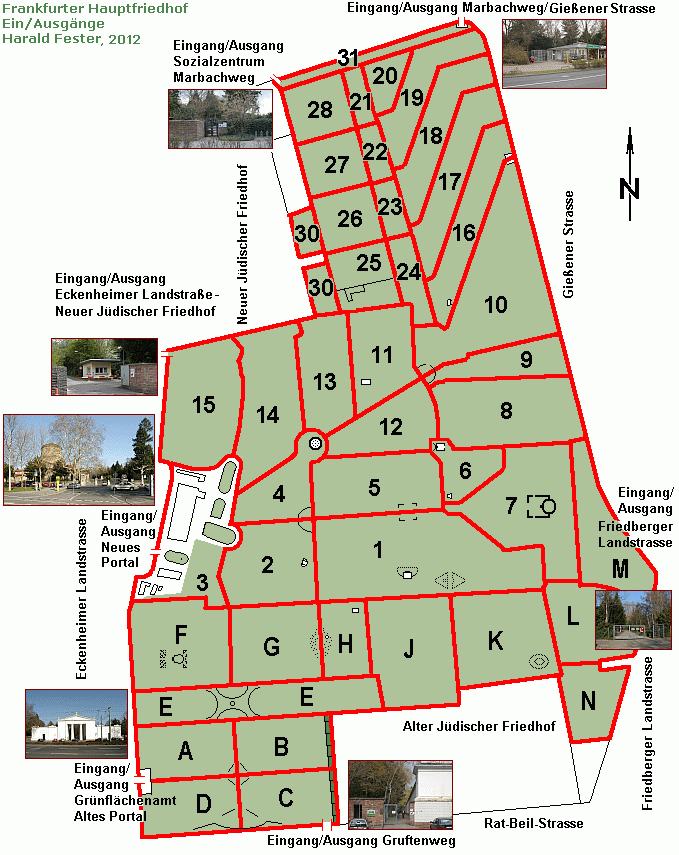
Frankfurter Hauptfriedhof, Plan der Ein- und Ausgänge
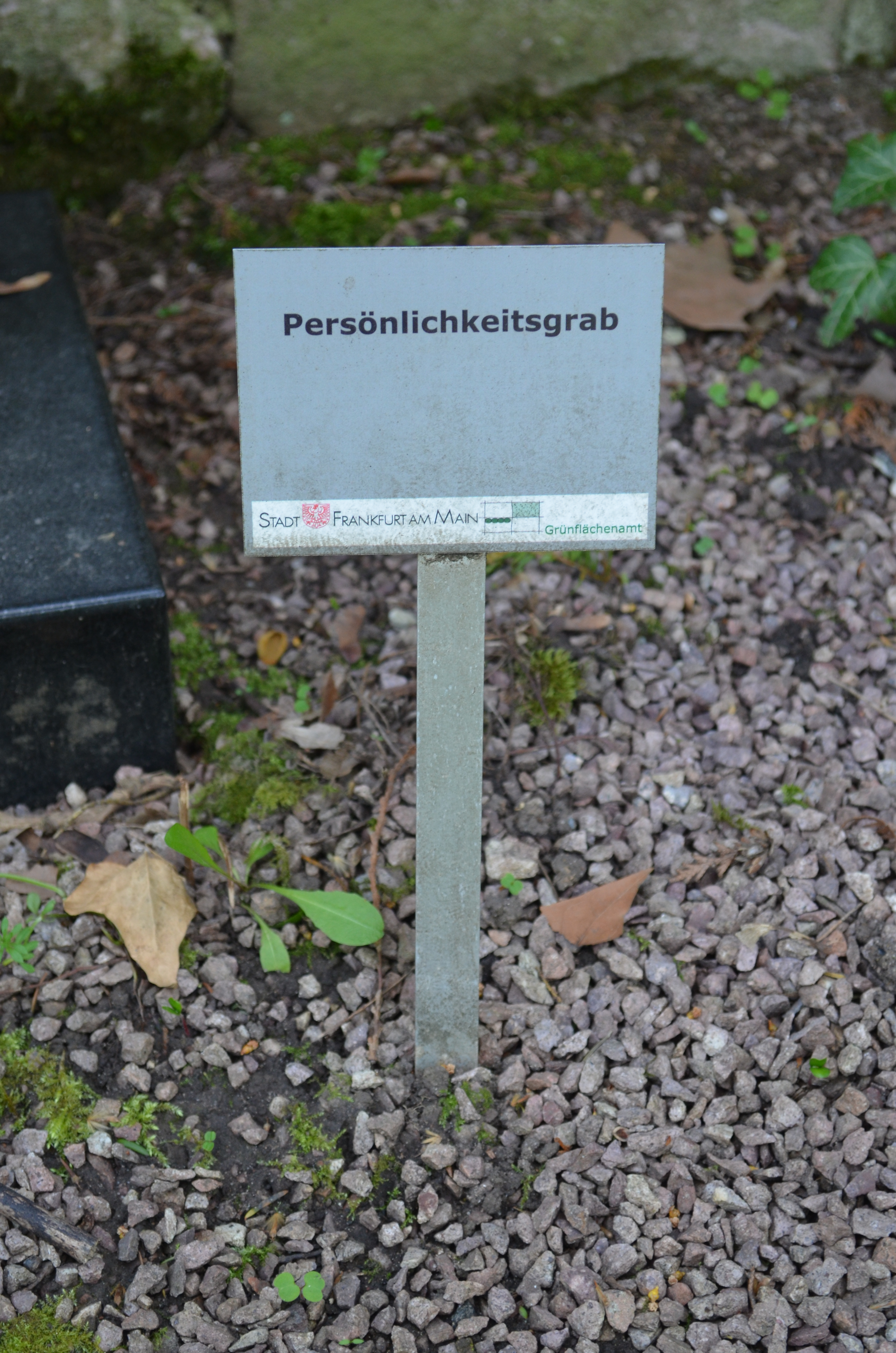
Schild Persönlichkeitsgrab

## A
| Namen                      | Gelebt              | Beruf                                                         | Gewann                | Bild / Koordinaten                                    | Entwurf       | Beschreibung | Ehrengrab / Denkmalschutz / Objektnummer / ja / nein |
| -------------------------- | ------------------- | ------------------------------------------------------------- | --------------------- | ----------------------------------------------------- | ------------- | --- | ---------------------------------------------------- |
| Wolfgang Abendroth         | 1906–1985           | Politologe und Rechtswissenschaftler                          | I 399                 | Wolfgang-abendroth-grab-ffm001                        |               | | nein                                                 |
| Wilhelm Heinrich Ackermann | 1789–1848           | Lützowscher Jäger und Pädagoge                                | E 69                  | Grabstätte von Wilhelm Heinrich Ackermann             | A. Sprückmann | Das Postament trägt die Worte: Wieder aufzublüh’n werd’ ich gesät der Herr der Ernte geht und sammelt Garben uns ein, die starben, gelobt sey Gott. | Ehrengrab und Denkmalschutz                          |
| Franz Adickes              | 1846–1915           | Oberbürgermeister 1891–1912                                   | II GG 24              | ⊙                                                     | Johann Belz   | | ja Ehrengrab                                         |
| Justinian von Adlerflycht  | 1761–1831           | Jurist, Rechtshistoriker und Politiker                        | A an der Mauer 277    | Grabmal Justinian von Adlerflycht                     |               | | Ehrengrab                                            |
| Theodor W. Adorno          | 1903–1969           | Philosoph und Soziologe                                       | K 119                 | ⊙                                                     |               | | ?                                                    |
| Ferry Ahrlé                | 1924-2018           | Maler und Autor                                               | J 490                 | ⊙                                                     |               | |                                                      |
| Else Alken                 | 1877-1943           | Politikerin                                                   | F 1773                | ⊙                                                     |               | | ja                                                   |
| Wilhelm Altheim            | 1871–1914           | Maler und Radierer                                            | XIV 151/152 Urnenhain |                                                       |               | | ?                                                    |
| Alois Alzheimer            | 1864–1915           | Psychiater, nach ihm benannte Krankheit Alzheimer             | J an der Mauer 447a   | ⊙                                                     | E. Klimsch    | Wandstele aus Muschelkalk mit Relief | ja                                                   |
| Alois Ammerschläger        | 1913–1995           | Kaufhausbesitzer                                              | A 283                 | Alois Ammerschläger-Grab auf dem Hauptfriedhof in Ffm |               | | nein                                                 |
| Dietrich Andernacht        | 1921–1996           | Historiker und Archivar                                       |                       |                                                       |               | | nein                                                 |
| Rudi Arndt                 | 1927–2004           | Oberbürgermeister 1972–1977                                   | II 203b               | Grabmal von Rudi Arndt                                |               | | Ehrengrab                                            |
| Hans von Auerswald         | 1792–1848, ermordet | Preußischer Generalmajor und Mitglied der Nationalversammlung | E 243                 | Denkmal                                               | A. Sprückmann | Denkmal der am 18. September gefallenen Offiziere und Soldaten                                                                                      | ja                                                   |

## B
| Namen                                             | Gelebt    | Beruf                                                                                           | Gewann                                      | Bild / Koordinaten                                         | Entwurf                          | Beschreibung | Ehrengrab / Denkmalschutz / Objektnummer / ja / nein                   |
| ------------------------------------------------- | --------- | ----------------------------------------------------------------------------------------------- | ------------------------------------------- | ---------------------------------------------------------- | -------------------------------- | --- | ---------------------------------------------------------------------- |
| Eugenie Bandell                                   | 1858-1918 | Blumenmalerin                                                                                   | D 277                                       | Grabmal von Eugenie Bandell                                |                                  | |                                                                        |
| Bertha Bagge                                      | 1859–1939 | Malerin                                                                                         | J 61                                        |                                                            |                                  | | ?                                                                      |
| Karl Ballenberger                                 | 1801–1860 | Historienmaler                                                                                  | F 470                                       |                                                            | A. Sprückmann                    | Neogotischer Heiligenstock aus rotem Sandstein mit Dreiecksgiebel und Kreuzblume. | ja Ehrengrab                                                           |
| Anne Bärenz                                       | 1950–2005 | Jazzmusikerin                                                                                   | V 774                                       | Grab von Anne Bärenz                                       |                                  | | nein                                                                   |
| Dieter Bartetzko                                  | 1949–2015 | Journalist und Architekturkritiker                                                              | D                                           | Grabmal von Dieter Bartetzko                               |                                  | | nein                                                                   |
| August de Bary                                    | 1874–1954 | Arzt und Kommunalpolitiker                                                                      | D an der Mauer 111–113                      | Grabmal de Bary                                            |                                  | | Grab mittlerweile abgeräumt Farbpalette an der Wand ist noch vorhanden |
| Mathilde Battenberg                               | 1878–1936 | Malerin                                                                                         | J 954                                       | Grabmal von Mathilde Battenberg                            |                                  | | ?                                                                      |
| Albrecht Becker                                   | 1840–1911 | Architekt                                                                                       | J 120                                       | Grabmal von Albrecht Becker                                | Albrecht Becker                  | Becker entwarf den Stein 1879 für Helene Becker und wurde 1911 im selben Grab beigesetzt. | ja                                                                     |
| Jakob Becker                                      | 1810–1872 | Maler und Lithograph                                                                            | F 143                                       | Grab von Jacob Becker                                      |                                  | | Ehrengrab                                                              |
| Karl Becker                                       | 1923–2002 | Arzt und Bundestagsabgeordneter                                                                 |                                             |                                                            |                                  | | nein                                                                   |
| Peter Becker                                      | 1828–1904 | Landschafts- und Genremaler, Radierer und Lithograph                                            | F 1889                                      | Grabmal von Peter Becker                                   | Gebr. Wagner                     | Neogotische Stele aus Muschelkalk mit einem Wasserschlag als Abschluss. Ihm vorgeblendet ist ein Kielbogen, der von zwei polygonalen Pfeilern gestützt wird. | ja                                                                     |
| Wilhelm Amandus Beer                              | 1837–1907 | Maler                                                                                           | C 260                                       | Grabmal von Wilhelm Beer                                   | Gebr. Wagner                     | Stele aus gestocktem Granit. Die Inschriftplatte sowie der Rahmen um das Porträt aus poliertem Granit. Das Bildnis aus weißem Marmor. | ja                                                                     |
| Johann Adam Beil                                  | 1790–1852 | Senator und Hofrat, Gründer des Hauptfriedhofes                                                 | C7                                          | Grabmal von Johann Adam Beil                               |                                  | | Ehrengrab und Denkmalschutz                                            |
| Maria Belli-Gontard                               | 1788–1883 | Schriftstellerin                                                                                | Gruft 43                                    | Gruft von Maria Belli                                      | Unbekannt                        | Inschrifttafel aus weißem Marmor mit rundbogigem Abschluss. Die Reliefschrift aus Bronze, der Rahmen ist verloren. | ja                                                                     |
| Matthias Beltz                                    | 1945–2002 | Kabarettist                                                                                     | XIII GG 48                                  | Grab von Matthias Beltz, auf dem Hauptfriedhof in Ffm      |                                  | | ?                                                                      |
| Willy Berking                                     | 1910–1979 | Komponist                                                                                       | E an der Mauer 339a                         | Grab von Willy Berking                                     |                                  | Früher XXV, Reihe 36, Grab 4 (abgeräumt, jetzt Gedenkstein E an der Mauer, 339a) | nein                                                                   |
| Familie von Bethmann                              |           | Bankiers                                                                                        | B an der Mauer 362 + 400 Gruften 1, 2 und 7 | Gruft 7 auf dem Hauptfriedhof in Ffm                       |                                  | | ja                                                                     |
| Ernst Beutler                                     | 1885–1960 | Literaturwissenschaftler                                                                        | C 214a                                      | ⊙                                                          |                                  | | nein                                                                   |
| Anna Beyer                                        | 1909–1991 | Widerstandskämpferin                                                                            | XII 700                                     |                                                            |                                  | | ja                                                                     |
| Conrad Binding                                    | 1846–1933 | Gründer der Binding-Brauerei                                                                    | F 816–817                                   | Grab von Conrad Binding                                    | Joh. Hössbacher                  | Ädikula aus gelbem Sandstein mit Segmentgiebel. Die Inschriftplatte aus Granit (moderne Ergänzung). Das Postament gekehlt, der Untersockel aus rotem Sandstein. | ja                                                                     |
| Friedrich Landolin Karl Freiherr von Blittersdorf | 1792–1861 | Badischer Außenminister und Gesandter beim Bundestag                                            | an der Mauer 106                            | Grab von Friedrich Landolin Karl Freiherr von Blittersdorf | M. Tröndle                       | Zwei Sarkophage aus gelbem Sandstein mit pultförmigen Deckeln. | ja                                                                     |
| Jakob Hermann Bockenheimer                        | 1837–1908 | Chirurg                                                                                         | E an der Mauer 539a                         | Grab von Jakob Hermann Bockenheimer                        | Hartmann                         | Ädikula mit Dreiecksgiebel aus poliertem schwarzem Granit mit zwei freistehenden Säulen aus rötlichem Granit mit Kapitellen und Basen aus Bronze. | ja                                                                     |
| Fritz Boehle                                      | 1873–1916 | Maler und Bildhauer                                                                             | XII 1                                       | Grab von Fritz Boehle                                      | Fritz Boehle und Joh. Hössbacher | | ja                                                                     |
| Johann Friedrich Böhmer                           | 1795–1863 | Historiker und Stadtarchivar, Herausgeber der regesta imperii und der Fontes rerum Germanicarum | A 239                                       | Grab von Johann Friedrich Böhmer                           | M. Tröndle                       | Stele mit Stufengiebel aus grauem Marmor, die Kreuzbekrönung abgebrochen. Der Schriftspiegel ist von einem Rundbogen gerahmt, der Untersockel geböscht. | ja                                                                     |
| Bolongaro-Crevenna                                |           | seit 1733 in Frankfurt ansässige Tabakhändler und Förderer gemeinnütziger Unternehmungen        | an der Mauer 432                            | Grab der Familie Bolongaro-Crevenna                        | A. Sprückmann und Hofmeister     | Inschrifttafel mit profiliertem Ohrenrahmen aus rotem Sandstein. Zwei Kreuze aus weißem Marmor auf Postamenten aus dem gleichen Material, die Untersockel aus belgischem Granit. Ein Kreuz aus weißem Marmor auf einem entsprechenden Postament, sowie ein Kreuz mit einem Postament aus weißem Marmor auf einem Untersockel aus rotem Sandstein.                                                                                                  | ja                                                                     |
| Elisabeth Borchers                                | 1926–2013 | Schriftstellerin und Übersetzerin                                                               | II 321                                      |                                                            |                                  | | nein                                                                   |
| Friedrich Bothe                                   | 1869–1952 | Historiker, bekannt durch seine Arbeiten zur Frankfurter Stadtgeschichte                        | IV 171                                      |                                                            |                                  | | nein                                                                   |
| Rudolf Christian Böttger                          | 1806–1881 | Chemiker und Dozent am Physikalischen Verein                                                    | J 751a                                      | Grab von Rudolf Christian Böttger                          |                                  | | Ehrengrab                                                              |
| Mile Braach                                       | 1898–1998 | Chronistin und Schriftstellerin                                                                 | J 727                                       |                                                            |                                  | | nein                                                                   |
| Otto Brenner                                      | 1907–1972 | Vorsitzender der IG Metall                                                                      | E 1479b                                     | Grab von Otto Brenner                                      |                                  | | nein                                                                   |
| Antonie Brentano                                  | 1780–1869 | Tochter des österreichischen kaiserlichen Hofrats Johann Melchior Edler von Birkenstock         | Gruft 48                                    | Familiengruft Brentano                                     |                                  | | ja                                                                     |
| Franz Brentano                                    | 1765–1844 | Großkaufmann                                                                                    | Gruft 48                                    | Familiengruft Brentano                                     |                                  | | ja                                                                     |
| Georg Brentano                                    | 1775–1851 | Großkaufmann                                                                                    | C an der Mauer 107                          | Grab von Georg Brentano                                    |                                  | | nein                                                                   |
| Willi Brundert                                    | 1912–1970 | Oberbürgermeister 1964–1970                                                                     | II 204a                                     | Grab von Willi Brundert                                    |                                  | | Ehrengrab                                                              |
| Adolf von Brüning                                 | 1837–1884 | Gründer der Hoechst AG                                                                          | J an der Mauer 606-609                      | Grab von Adolf von Brüning                                 | Kyllmann und v. Heyden           | Monumentales Grabmal aus rotem Granit, das hoch über die Mauer hinausragt. Der vorspringende Mittelteil wird von zwei Pilastern gerahmt. Zwischen ihnen spannt sich ein dreiecksförmiger Giebel, der von einer Halbkugel bekrönt wird. Unterhalb des Giebels das Wappen aus Bronze mit Helm und Helmzier, einem Löwen, der eine junge Eiche in den Pranken hält. Darunter, in einer halbrunden Nische, Sarkophag auf zwei Löwenpranken aus Bronze. | ja Ehrengrab                                                           |
| Margarete Buber-Neumann                           | 1901–1989 | Publizistin                                                                                     | F 1908                                      | Grab von Margarete Buber-Neumann                           |                                  | | nein Ehrengrab                                                         |
| Carl Peter Burnitz                                | 1824–1886 | Maler und Jurist                                                                                | E 724                                       | Grab von Carl Peter Burnitz                                | Joh. Hössbacher                  | Neogotisches Kreuz aus poliertem Granit mit Postament und Sockel | ja Ehrengrab                                                           |
| Rudolf Burnitz                                    | 1789–1849 | Architekt                                                                                       | G An der Mauer 516                          | Grab von Rudolf Burnitz                                    |                                  | | nein                                                                   |
| Rudolf Heinrich Burnitz                           | 1827–1880 | Architekt                                                                                       | G An der Mauer 516                          | Grab von Rudolf Heinrich Burnitz                           |                                  | | nein                                                                   |

## C
| Namen                     | Gelebt    | Beruf                                                                         | Gewann      | Bild / Koordinaten                                         | Entwurf | Beschreibung | Ehrengrab / Denkmalschutz / Objektnummer / ja / nein |
| ------------------------- | --------- | ----------------------------------------------------------------------------- | ----------- | ---------------------------------------------------------- | ------- | ------------ | ---------------------------------------------------- |
| Emil Carlebach            | 1914-2001 | Politiker, Autor, Journalist                                                  | XIV 1142 UG |                                                            |         |              | nein                                                 |
| Liesel Christ             | 1919–1996 | Volksschauspielerin                                                           | J 296       | Grabstätte von Liesel Christ                               |         |              | ?                                                    |
| Emil Claar                | 1847–1930 | Intendant der Städtischen Bühnen                                              | I 183       | Grabmal von Emil Claar und seiner Frau Hermine Claar-Delia |         |              | ja Ehrengrab                                         |
| Hermine Claar-Delia       | 1848–1908 | Österreichische Schauspielerin                                                | I 183       | Grabmal von Emil Claar und seiner Frau Hermine Claar-Delia |         |              | ja Ehrengrab                                         |
| Philipp Otto Cornill      | 1824–1907 | Maler, Kunsthistoriker und erster Direktor des Historischen Museums           | D 12        | Grabmal von Philipp Otto Cornill                           |         |              | nein                                                 |
| Sophie Cossaeus           | 1893–1965 | Schauspielerin                                                                | F 1459      | Grabmal von Sophie Cossaeus                                |         |              | nein                                                 |
| Philipp Jakob Cretzschmar | 1786–1845 | Arzt und Zoologe, Gründer der Senckenbergischen Naturforschenden Gesellschaft | D 244–245   | Grabmal von Philipp Jakob Cretzschmar                      |         |              | ja                                                   |
| Carl Cuno                 | 1823–1909 | Architekt                                                                     | J 1011–1012 | Familiengrabstätte Cuno                                    |         |              | nein                                                 |
| Hellmuth Cuno             | 1867–1951 | Architekt                                                                     | J 1011–1012 | Familiengrabstätte Cuno                                    |         |              | nein                                                 |

## D
| Namen                      | Gelebt    | Beruf                                                  | Gewann              | Bild / Koordinaten                     | Entwurf | Beschreibung | Ehrengrab / Denkmalschutz / Objektnummer / ja / nein |
| -------------------------- | --------- | ------------------------------------------------------ | ------------------- | -------------------------------------- | ------- | ------------ | ---------------------------------------------------- |
| Hermann Dechent            | 1850–1935 | Evangelischer Pfarrer und Kirchenhistoriker            | A 282               | Grabmal von Hermann Dechent            |         |              | ja                                                   |
| Franz Karl Delavilla       | 1884–1967 | Grafiker und Professor an der Städelschule             | I 1354              |                                        |         |              | nein                                                 |
| Jakob Fürchtegott Dielmann | 1809–1885 | Genre- und Landschaftsmaler                            | J 548               | Grabmal von Jakob Fürchtegott Dielmann |         |              | Ehrengrab                                            |
| Moritz Diesterweg          | 1834–1906 | Verleger                                               | A 297               | Grabmal von Moritz Diesterweg          |         |              | ja Ehrengrab                                         |
| Fritz Dietz                | 1909–1984 | Kaufmann und Förderer des Wiederaufbaus der Alten Oper | an der Mauer 410a   | Grab von Fritz Dietz                   |         |              | nein                                                 |
| Heinz von Diringshofen     | 1900–1967 | Luftfahrtmediziner                                     |                     |                                        |         |              | nein                                                 |
| Otto Donner von Richter    | 1828–1911 | Maler und Kunsthistoriker                              | E an der Mauer 387a | Grabmal von Otto Donner von Richter    |         |              | ja Ehrengrab                                         |

## E
| Namen                   | Gelebt    | Beruf                                                                                        | Gewann            | Bild / Koordinaten                                     | Entwurf        | Beschreibung | Denkmalschutz / Objektnummer / ja / nein |
| ----------------------- | --------- | -------------------------------------------------------------------------------------------- | ----------------- | ------------------------------------------------------ | -------------- | --- | ---------------------------------------- |
| Ludwig Edinger          | 1855–1918 | Nervenarzt und Hirnforscher                                                                  | II GG 21          | Familiengrab Edinger                                   |                | | nein Ehrengrab                           |
| Anna Edinger            | 1863–1929 | Sozialpolitikerin und Frauenrechtlerin                                                       | II GG 21          | Familiengrab Edinger auf dem Frankfurter Hauptfriedhof |                | | nein                                     |
| Tilly Edinger           | 1897–1967 | Paläontologin und Hirnforscherin                                                             | II GG 21          | Grabstelle im Familiengrab                             |                | | nein                                     |
| Gustav Embden           | 1874–1933 | Physiologe                                                                                   | F 1249            | ⊙                                                      |                | | nein                                     |
| Maria Elisabeth Epstein | 1881–1948 | Politikerin                                                                                  | J                 | Grabmal von Maria Elisabeth Epstein                    |                | | nein                                     |
| Raphael von Erlanger    | 1806–1878 | Politiker und Bankier                                                                        | C 83–85           | Grabmal von Raphael von Erlanger                       | Gustav Kaupert | Neobarocker Sarkophag aus weißem Marmor auf Löwenpranken mit Cherubim an den Schmalseiten verziert. Markantes Postament mit einer Reihe vorgelagerter Säulchen. | ja Ehrengrab                             |
| August Euler            | 1868–1957 | Flugpionier, Inhaber des Flugzeugführerpatentes Nr. 1 und erster deutscher Luftfahrtminister | IV 120            | Grabmal von August Euler                               |                | | ja                                       |
| Louis Eysen             | 1843–1899 | Impressionistischer Landschaftsmaler                                                         | an der Mauer 555a | Grabmal von Louis Eysen                                |                | | nein Ehrengrab                           |

## F
|                                                      | Gelebt    | Beruf                                                           | Gewann             | Bild / Koordinaten                           | Entwurf | Beschreibung | Ehrengrab / Denkmalschutz / Objektnummer / ja / nein |
| ---------------------------------------------------- | --------- | --------------------------------------------------------------- | ------------------ | -------------------------------------------- | ------- | ------------ | ---------------------------------------------------- |
| Philipp Julius von Fabricius                         | 1839-1911 | Arzt, Diente dem "Zappelphilipp" aus Struwwelpeter als Vorbild. | F                  |                                              |         |              | Ehrengrab                                            |
| Christian Wilhelm von Faber du Faur                  | 1780–1857 | Jurist, General und Militärmaler                                | D 86               | Grab von Christian Wilhelm von Faber du Faur |         |              | nein                                                 |
|                                                      |           |                                                                 |                    |                                              |         |              |                                                      |
| Wilhelm Fay                                          | 1911–1980 | Jurist und Politiker, Bürgermeister von Frankfurt               | J 1734a, b, c      |                                              |         |              | nein                                                 |
| Karl Konstanz Viktor Fellner                         | 1807–1866 | Letzter Älterer Bürgermeister der Freien Stadt Frankfurt        | D an der Mauer 164 | Grab von Karl Konstanz Viktor Fellner        |         |              | nein Ehrengrab                                       |
| Iring Fetscher                                       | 1922-2014 | Politikwissenschaftler                                          | XII 679/680        |                                              |         |              | nein                                                 |
| Anselm von Feuerbach                                 | 1775–1833 | Rechtsgelehrter                                                 | C an der Mauer 105 | Grab von Anselm von Feuerbach                |         |              | nein                                                 |
| Johann Karl von Fichard genannt „Baur von Eysseneck“ | 1773–1829 | Frankfurter Patrizier und Historiker                            | C a.d.Mauer 79     | Grab von Johann Karl von Fichard             |         |              | ja                                                   |
| Karl Flesch                                          | 1853–1915 | Sozialpolitiker                                                 | E 47a              | Grab von Karl Flesch                         |         |              | nein                                                 |
| Heinrich Friedrich Gottlob Flinsch                   | 1802–1865 | Papierfabrikant                                                 | E 105–106          | Grabstätte der Familie Flinsch               |         |              | nein                                                 |
| Ludwig Maria Florian                                 | 1900–1973 | Politiker                                                       | XV 1187            |                                              |         |              | nein                                                 |
| Berthold Freudenthal                                 | 1872–1929 | Jurist                                                          | V 74a              |                                              |         |              | nein                                                 |
| Leo Frobenius                                        | 1873–1938 | Afrikaforscher und Völkerkundler                                | C 424              | Grab von Leo Frobenius                       |         |              | Ja Ehrengrab                                         |
| Paul Frölich                                         | 1884–1953 | Politiker und Schriftsteller                                    | H 455              |                                              |         |              |                                                      |
| Rosi Frölich                                         | 1888–1987 | Politikerin                                                     | H 455              |                                              |         |              |                                                      |
| Johann Friedrich Funck                               | 1804–1857 | Schriftsteller                                                  | F 1261             | Grab von Johann Friedrich Funck              |         |              | Ja Ehrengrab                                         |

## G
| Namen                                              | Gelebt    | Beruf                                                                                 | Gewann                | Bild / Koordinaten                     | Entwurf    | Beschreibung | Denkmalschutz / Objektnummer / ja / nein |
| -------------------------------------------------- | --------- | ------------------------------------------------------------------------------------- | --------------------- | -------------------------------------- | ---------- | ------------ | ---------------------------------------- |
| Friedrich Ludwig von Gans                          | 1833–1920 | Großindustrieller, Mäzen und Kunstsammler.                                            | IV                    | ⊙                                      |            |              | nein                                     |
| Leo Gans                                           | 1843–1935 | Fabrikant, Ehrenbürger                                                                | III GG 9              | Grab von Leo Gans                      |            |              | nein Ehrengrab                           |
| Matthias Gelzer                                    | 1886–1974 | Historiker                                                                            | K 2620                | Grab von Matthias Gelzer               |            |              | nein                                     |
| Wilhelm Genazino                                   | 1943-2018 | Schriftsteller, Büchner-Preisträger                                                   | A 942                 |                                        |            |              | nein                                     |
| Else Gentner-Fischer                               | 1883–1943 | Opernsängerin                                                                         | II 34                 | Grab von Else Gentner-Fischer          |            |              | ja Ehrengrab                             |
| Robert Gernhardt                                   | 1937–2006 | Schriftsteller, Dichter und Zeichner                                                  | A 1103                | Grab von Almut und Robert Gernhardt    |            |              | nein                                     |
| Karl Gerold                                        | 1906–1973 | Journalist, Herausgeber der Frankfurter Rundschau                                     | I                     | Grab von Karl Gerold                   |            |              | nein                                     |
| Alexander von Gleichen-Rußwurm                     | 1865–1947 | Schriftsteller und Kulturphilosoph, Urenkel Friedrich Schillers                       | A an der Mauer 277    | Grabmal Alexander von Gleichen-Rußwurm |            |              | nein                                     |
| Hermann Goepfert                                   | 1926–1982 | Maler und Objektkünstler                                                              | XIII 361              |                                        |            |              | nein                                     |
| Georg Goltermann                                   | 1824–1898 | Cellist und Komponist                                                                 | D an der Mauer 153    | Grab von Georg Goltermann              |            |              | nein Ehrengrab                           |
| Familie Gontard                                    |           |                                                                                       | B Gruft 44            | Gruftenhalle, Gruft 44                 |            |              | nein                                     |
| Carl Graebe                                        | 1841–1927 | Chemiker, Entdecker des Alizarins                                                     | D 75                  | Grab von Karl Graebe                   |            |              | ja Ehrengrab                             |
| Eduard Gräf                                        | 1870–1936 | Politiker 1890 Mitbegründer der Frankfurter SPD 1920-1932 Bürgermeister von Frankfurt | C 492                 | Grab von Eduard Gräf                   |            |              | Ehrengrab                                |
| Günther Groenhoff                                  | 1908–1932 | Segelflugpionier                                                                      | XIV 219b              | ⊙                                      | Carl Stock |              | Ehrengrab und Denkmalschutz              |
| Anton Gramberg                                     | 1875-1966 | Thermodynamiker                                                                       | I 651                 | Grabstätte von Anton Gramberg          |            |              |                                          |
| Familie Grunelius, u. a. Joachim Andreas Grunelius | 1776-1852 | Bankiers und Stifter                                                                  | B 49–50 Gruft 3 und E | Grabstätte der Familie Grunelius       |            |              | Ehrengrab                                |
| Georg Friedrich von Guaita                         | 1772–1851 | Erster katholischer Älterer Bürgermeister der Freien Stadt Frankfurt                  | XIV 219b              | Grab von Georg Friedrich von Guaita    |            |              | ?                                        |
| Friedrich von Günderrode                           | 1786–1862 | Mehrfach Älterer Bürgermeister der Freien Stadt Frankfurt                             | an der Mauer 73–75    | Grab von Friedrich von Günderrode      |            |              | Ja                                       |
| Ludwig von Günderrode                              | 1763–1841 | Offizier und Politiker                                                                | an der Mauer 73–75    | Grab von Ludwig von Günderrode         |            |              | Ja                                       |
| Karl Gutzkow                                       | 1811–1878 | Schriftsteller                                                                        | D 272a                | Grab von Karl Gutzkow                  |            |              | Ja Ehrengrab                             |
| Philipp Friedrich Gwinner                          | 1796–1868 | Jurist, Kunsthistoriker und Älterer Bürgermeister der Freien Stadt Frankfurt 1865     | B an der Mauer 398    | Grabstätte Gwinner                     |            |              | Ja Ehrengrab                             |
| Wilhelm von Gwinner                                | 1825–1917 | Jurist, Theologe und Schriftsteller, Testamentsvollstrecker Arthur Schopenhauers      | B an der Mauer 398 a  | Grabstätte Gwinner                     |            |              | Ja Ehrengrab                             |

## H
| Namen                           | Gelebt    | Beruf                                                                                    | Gewann                                              | Bild / Koordinaten                       | Entwurf            | Beschreibung                                                                          | Denkmalschutz / Objektnummer / ja / nein |
| ------------------------------- | --------- | ---------------------------------------------------------------------------------------- | --------------------------------------------------- | ---------------------------------------- | ------------------ | ------------------------------------------------------------------------------------- | ---------------------------------------- |
| Nicolaus Hadermann              | 1805–1871 | Lehrer, Journalist und Politiker                                                         | G 116                                               | Grab von Nicolaus Hadermann              |                    |                                                                                       | nein                                     |
| Adolf Haeuser                   | 1857–1938 | Industrieller und Stifter                                                                | II 192                                              | Grabstätte von Luisa und Adolf Haeuser   |                    |                                                                                       | ja                                       |
| Ilse und Hanno Hahn             | 1922–1960 | Kunsthistoriker, Architekturforscher                                                     | D 458                                               | Grab von Ilse und Hanno Hahn             |                    |                                                                                       | nein                                     |
| Kurt Halbritter                 | 1924-1978 | Karikaturist                                                                             | G 1449                                              |                                          |                    |                                                                                       | nein                                     |
| Fritz Hallgarten                | 1865–1925 | Chemiker                                                                                 | II GG 60                                            | Grabstätte Hallgarten                    |                    |                                                                                       | ja                                       |
| Ferdinand Happ                  | 1868–1952 | Frankfurter Mundartdichter                                                               | A 159a                                              | Grab von Ferdinand Happ                  |                    |                                                                                       | nein                                     |
| Eduard Ludwig von Harnier       | 1800–1868 | Mehrfach Älterer Bürgermeister der Freien Stadt Frankfurt                                | E an der Mauer 359a                                 | Grab von Eduard Ludwig von Harnier       |                    |                                                                                       | nein                                     |
| Eugen Hartmann                  | 1853–1915 | Unternehmer, Gründer von Hartmann & Braun                                                | II 34                                               | Grabstätte Hartmann                      |                    |                                                                                       | nein                                     |
| Georg Hartmann                  | 1870–1954 | Fabrikant, Retter des Goethe-Hauses, Ehrenbürger                                         | III 26                                              | ⊙                                        |                    |                                                                                       | nein                                     |
| Hans Hartz                      | 1943–2002 | Liedermacher                                                                             | XIV 9                                               |                                          |                    |                                                                                       | nein                                     |
| Samuel Friedrich Hassel         | 1798–1876 | Frankfurter Sänger und Volksschauspieler                                                 | A 24                                                | Grab von Samuel Friedrich Hassel         |                    |                                                                                       | nein                                     |
| Johann Heinrich Hasselhorst     | 1825–1904 | Maler und Zeichner                                                                       | F 1820                                              | Grab von Johann Heinrich Hasselhorst     |                    |                                                                                       | nein                                     |
| Winfried Hassemer               | 1940-2014 | Strafrechtswissenschaftler, Vizepräsident des Bundesverfassungsgerichts                  | II GG 51                                            |                                          |                    |                                                                                       | nein                                     |
| Eva Heller                      | 1948–2008 | Autorin                                                                                  | genauer Ort der Grabstätte nicht öffentlich gemacht | Grab von Eva Heller                      |                    |                                                                                       | nein                                     |
| Philipp Helfmann                | 1843–1899 | Bauunternehmer und Gründer der Hochtief AG                                               | E 774                                               | Grab von Philipp Helfmann                |                    |                                                                                       | nein                                     |
| Walter Hergenhahn               | 1904–1980 | Maler                                                                                    | E an der Mauer 432a                                 | Grab von Walter Hergenhahn               |                    |                                                                                       | nein                                     |
| Gustav Herold                   | 1839–1927 | Bildhauer                                                                                | XII GG 80a                                          | Grab von Gustav Herold                   | E.C. Klucken       | Liegender Grabstein aus rotem Sandstein mit Innenschrift und Abbildung Atlas Skulptur | ja                                       |
| Johann Friedrich Christian Hess | 1785–1845 | Architekt und Stadtbaumeister 1816–1843, Erbauer der Paulskirche und der Stadtbibliothek | D 457                                               | Grab von Johann Friedrich Christian Hess |                    |                                                                                       | Ehrengrab und Denkmalschutz              |
| Friedrich Hessemer              | 1800–1860 | Architekt                                                                                | F II                                                | Grab von Friedrich Hessemer              |                    |                                                                                       | ja Ehrengrab                             |
| Kurt Hessenberg                 | 1908–1994 | Komponist                                                                                | G 540                                               | ⊙                                        |                    |                                                                                       | nein                                     |
| Karl Heussenstamm               | 1835–1913 | Kommunalpolitiker, Bürgermeister 1880 bis 1899                                           | G 428                                               | Grab von Karl Heussenstamm               |                    |                                                                                       | nein                                     |
| Carl Heinrich Georg von Heyden  | 1793–1866 | Entomologe und mehrfach Älterer Bürgermeister der Freien Stadt Frankfurt                 | D 216 an der Mauer                                  | Grabstätte von Heyden                    |                    |                                                                                       | nein                                     |
| Wilhelm Hill                    | 1838–1902 | Komponist und Pianist                                                                    | E 131                                               | Grab von Wilhelm Hill                    | Friedrich Hausmann |                                                                                       | ja Ehrengrab                             |
| Joseph Hoch                     | 1815–1874 | Rechtsanwalt und Gründer des Hoch’schen Konservatoriums                                  | Gruft 39                                            | Gruft 39                                 |                    |                                                                                       | nein                                     |
| Heinrich Hoffmann               | 1809–1894 | Nervenarzt, Schriftsteller (Struwwelpeter)                                               | G an der Mauer 541                                  | Grab von Heinrich Hoffmann               |                    |                                                                                       | Ehrengrab                                |
| Wilhelm Hollbach                | 1893–1962 | Erster Oberbürgermeister Frankfurts nach dem Zweiten Weltkrieg                           | I 1118                                              | Grab von Wilhelm Hollbach                |                    |                                                                                       | nein                                     |
| Adolph von Holzhausen           | 1866–1923 | Letzter Angehöriger der Patrizierfamilie Holzhausen Offizier (Rittmeister) und Stifter   | F an der Mauer 184                                  | Grab von Adolph von Holzhausen           |                    |                                                                                       | ja Ehrengrab                             |
| Anton Ulrich von Holzhausen     | 1754–1832 | Letzter Älterer Bürgermeister der Freien Reichsstadt Frankfurt                           | F an der Mauer 137                                  | Grab von Adolph von Holzhausen           |                    |                                                                                       | ja Ehrengrab                             |
| Heinrich Holzmann               | 1879–1962 | Bauunternehmer                                                                           | II GG 3                                             |                                          |                    |                                                                                       | nein                                     |
| Johann Philipp Holzmann         | 1805–1870 | Bauunternehmer und Gründer der Philipp Holzmann AG                                       | F 568                                               | Grab von Johann Philipp Holzmann         |                    |                                                                                       | nein                                     |
| Philipp Holzmann                | 1836–1904 | Bauunternehmer und Leiter der Philipp Holzmann AG                                        | F                                                   | Grab von Philipp Holzmann                |                    |                                                                                       | nein                                     |
| Apollonia Hoppe                 | 1923–1965 | Zirkusdirektorin                                                                         | I 259                                               | Grab von Appolonia Hoppe                 |                    |                                                                                       | nein                                     |
| Franz von Hoven                 | 1842–1924 | Architekt                                                                                | G 332                                               | Grab von Franz von Hoven                 |                    |                                                                                       | nein                                     |
| Dore Hoyer                      | 1911–1967 | Tänzerin und Choreographin                                                               | I 775b                                              | Grab von Dore Hoyer                      |                    |                                                                                       | nein                                     |
| Arthur Hübscher                 | 1897–1985 | Schriftsteller und Vorsitzender der Schopenhauer-Gesellschaft                            | A 24a (neben Arthur Schopenhauer)                   | Grab von Arthur Hübscher                 |                    |                                                                                       | nein                                     |
| Ricarda Huch                    | 1864–1947 | Schriftstellerin                                                                         | II 204                                              | Grab von Ricarda Huch                    |                    |                                                                                       | Ehrengrab                                |
| Wilhelm Friedrich Hufnagel      | 1754–1830 | Evangelischer Theologe und Schulreformer                                                 | C Reihe 12/37                                       | Grab von Wilhelm Friedrich Hufnagel      |                    |                                                                                       | nein                                     |

## J
| Namen                | Gelebt    | Beruf                            | Gewann    | Bild / Koordinaten               | Entwurf | Beschreibung | Denkmalschutz / Objektnummer / ja / nein |
| -------------------- | --------- | -------------------------------- | --------- | -------------------------------- | ------- | ------------ | ---------------------------------------- |
| Johannes Janssen     | 1829–1891 | Prälat, Historiker und Politiker | E 562     | Grab von Johannes Janssen        |         |              | nein                                     |
| Wilhelm Jordan       | 1819–1904 | Schriftsteller und Politiker     | F 945–946 | Grab von Wilhelm und Emma Jordan |         |              | nein                                     |
| Carl Christian Jügel | 1783–1869 | Buchhändler und Stifter          | D242–242a | Grabstätte Familie Jügel         |         |              | ja Ehrengrab                             |
| Botho Jung           | 1927–2014 | Fernseh- und Hörfunkmoderator    | XII 693   |                                  |         |              | nein                                     |
| Rudolf Jung          | 1859–1922 | Archivar und Historiker          | G 1500    |                                  |         |              | nein                                     |

## K
| Namen                  | Gelebt                   | Beruf                                                         | Gewann  | Bild / Koordinaten            | Entwurf | Beschreibung | Denkmalschutz / Objektnummer / ja / nein |
| ---------------------- | ------------------------ | ------------------------------------------------------------- | ------- | ----------------------------- | ------- | ------------ | ---------------------------------------- |
| Heinz-Herbert Karry    | 1920–1981 (ermordet)     | Hessischer Wirtschaftsminister und Terroropfer                | XIV 202 | Grab der Familie Karry        |         |              | nein                                     |
| Theodor Kestner        | 1779–1847                | Stadtphysicus, Sohn von Goethes Jugendfreundin Charlotte Buff | A 96    |                               |         |              | nein                                     |
| Anton Kirchner         | 1779–1835                | Evangelischer Pfarrer, Historiker und Schulreformer           | D 60    | Grab von Anton Kirchner       |         |              | nein                                     |
| Johanna Kirchner       | 1889–1944 (hingerichtet) | Widerstandskämpferin                                          | I 242   | Grab von Johanna Kirchner     |         |              | nein                                     |
| Karl Kleist            | 1879–1960                | Neurologe und Psychiater                                      | D 461   | Grab von Karl Kleist          |         |              | ja                                       |
| Heinrich Kleyer        | 1853–1932                | Maschinenbauer und Fabrikant                                  | II 191  | Grab von Heinrich Kleyer      |         |              | nein                                     |
| Ferdinand Karl Klimsch | 1812–1890                | Lithograph und Kunstmaler                                     | V 428   |                               |         |              | nein                                     |
| Karl Ferdinand Klimsch | 1841–1926                | Lithograph, Landschaftsmaler und Unternehmer                  | V 428   |                               |         |              | nein                                     |
| Johann Ludwig Klüber   | 1762–1837                | Staatsrechtler und Publizist                                  | B 165   | Grab von Johann Ludwig Klüber |         |              | nein                                     |
| Walter Kolb            | 1902–1956                | Oberbürgermeister 1946–1956                                   | A 55a   | Grab von Walter Kolb          |         |              | Ehrengrab                                |
| Karl Kotzenberg        | 1866–1940                | Kaufmann und Mäzen                                            | VI 150  | Grab von Karl Kotzenberg      |         |              | nein                                     |
| Friedrich Krebs        | 1894–1961                | Oberbürgermeister während der NS-Zeit 1933–1945               | XII 646 | Abgeräumt                     |         |              | nein                                     |
| Georg Ludwig Kriegk    | 1805–1878                | Historiker                                                    | E 93    | Grab von Georg Ludwig Kriegk  |         |              | Ehrengrab                                |
| Peter Kurzeck          | 1943–2013                | Schriftsteller                                                | F 996   |                               |         |              | nein                                     |

## L
| Namen                                            | Gelebt               | Beruf                                                           | Gewann              | Bild / Koordinaten | Entwurf | Beschreibung | Denkmalschutz / Objektnummer / ja / nein |
| ------------------------------------------------ | -------------------- | --------------------------------------------------------------- | ------------------- | --- | ------- | ------------ | ---------------------------------------- |
| Ludwig Landmann                                  | 1868–1945            | Oberbürgermeister Von 1924-1933                                 | A 290               | Grab von Ludwig Landmann |         |              | Ehrengrab                                |
| Jakob Latscha                                    | 1849–1912            | Kaufmann, Gründer der Lebensmittel-Einzelhandelskette „Latscha“ | J 463a              | Grab von Jakob Latscha |         |              | nein                                     |
| Familie Lejeune                                  |                      |                                                                 | Gewann B 106–110    | Grabstätte Lejeune |         |              | nein                                     |
| Theodor Lerner                                   | 1866–1931            | Journalist und Erforscher Spitzbergens                          | A 47                | Grab von Theodor Lerner |         |              | nein                                     |
| Grabstätte der Freiherrn von Lersner             |                      | Frankfurter Patrizierfamilie                                    | J 475a              | |         |              | nein                                     |
| Felix Maria Vincenz Andreas Fürst von Lichnowsky | 1814–1848 (ermordet) | Politiker, Mitglied der Nationalversammlung                     | E 243               | Grab von Felix von Lichnowsky |         |              | Denkmal                                  |
| Bruno Liebrucks                                  | 1911–1986            | Philosoph                                                       | IV 207              | |         |              | nein                                     |
| Alexander Linnemann                              | 1839–1902            | Architekt und Glasmaler                                         | F 1355–1356         | Grab von Alexander Linnemann |         |              | nein                                     |
| Otto Linnemann                                   | 1876–1961            | Glasmaler                                                       | F 1355–1356         | Grab von Alexander Linnemann |         |              | nein                                     |
| Rudolf Linnemann                                 | 1874–1916            | Architekt                                                       | II 185              | Grab von Rudolf Linnemann |         |              | nein                                     |
| Rose Livingston                                  | 1860–1914            | Mäzenin und Stifterin                                           | F an der Mauer 460b | Grab von Rose Livingston |         |              | ja Ehrengrab                             |
| Markus Löffel                                    | 1966–2006            | Techno-Produzent und DJ                                         |                     | Bild gesucht Die Wikipedia wünscht sich an dieser Stelle ein Bild vom hier behandelten Ort. Weitere Infos zum Motiv findest du vielleicht auf der Diskussionsseite . Falls du dabei helfen möchtest, erklärt die Anleitung , wie das geht. BW |         |              | ?                                        |
| Johann Christian Gustav Lucae                    | 1814–1885            | Arzt und Anatom                                                 | F 677               | Grab von Johann Christian Gustav Lucae |         |              | ja Ehrengrab                             |
| Eugen Lucius                                     | 1834–1903            | Chemiker und Gründer der Hoechst AG                             | F 2046, 2047        | Grab von Eugen Lucius |         |              | ja                                       |
| Johann Albert Lüthi                              | 1858–1903            | Glasmaler und Architekt                                         | G 535               | Grab von Johann Albert Lüthi |         |              | nein                                     |
| Carl Luley                                       | 1887–1966            | Schauspieler                                                    | XIII 618            | Grab von Carl Luley |         |              | nein                                     |

## M
| Namen                                         | Gelebt    | Beruf                                                                                              | Gewann                | Bild / Koordinaten                                                                | Entwurf | Beschreibung | Denkmalschutz / Objektnummer / ja / nein |
| --------------------------------------------- | --------- | -------------------------------------------------------------------------------------------------- | --------------------- | --------------------------------------------------------------------------------- | ------- | ------------ | ---------------------------------------- |
| Erwin Madelung                                | 1881–1972 | Physiker                                                                                           | A 609 UG              | Grab von Erwin Madelung                                                           |         |              | nein                                     |
| Charlotte Mahler                              | 1894–1973 | Chirurgin                                                                                          | II GG 31              | Grab von Charlotte Mahler                                                         |         |              | nein                                     |
| Ernst Majer-Leonhard                          | 1889–1966 | Direktor des Lessing-Gymnasiums 1926 bis 1933                                                      | E                     |                                                                                   |         |              | nein                                     |
| Carl Malß                                     | 1792–1848 | Dichter und Theaterdirektor                                                                        | A Reihe 94/98         | Grab von Carl Malß                                                                |         |              | nein Ehrengrab                           |
| Albert Mangelsdorff                           | 1928–2005 | Jazzmusiker                                                                                        | XV 31                 | Grab von Albert Mangelsdorff                                                      |         |              | nein                                     |
| Emil Mangelsdorff                             | 1925–2022 | Jazzmusiker                                                                                        | J 725                 | Grab des deutschen Jazzmusikers Emil Mangelsdorff auf dem Hauptfriedhof Frankfurt |         |              | nein                                     |
| Friedrich Nicolas Manskopf                    | 1869–1928 | Weinhändler und Gründer des Musikhistorischen Museums                                              | D 294                 | Grab von Friedrich Nicolas Manskopf                                               |         |              | Kulturdenkmal                            |
| Edwin von Manteuffel                          | 1809–1885 | Preußischer Generalfeldmarschall                                                                   | Altes Portal          |                                                                                   |         |              | Denkmal                                  |
| Ernst May                                     | 1886–1970 | Architekt und Stadtbaurat                                                                          | A 274                 | Grab von Ernst May                                                                |         |              | ja                                       |
| Carl Friedrich Wilhelm Meister                | 1827–1895 | Industrieller und Stifter                                                                          | F an der Mauer 450    | Grab von Wilhelm Meister                                                          |         |              | nein                                     |
| Wilhelm von Meister                           | 1863–1935 | Politiker und Diplomat                                                                             | F an der Mauer 450    | Grab von Wilhelm von Meister                                                      |         |              | nein                                     |
| Cécile Sophie Charlotte Mendelssohn Bartholdy | 1817–1853 | Ehefrau von Felix Mendelssohn Bartholdy, Schwester von Carl Jeanrenaud, der neben ihr begraben ist | E 171–173             | Grabstätte der Familie Jeanrenaud                                                 |         |              | ja                                       |
| Rudolf Menzer                                 | 1904–1991 | Politiker, Bürgermeister                                                                           | D 452a                | Grab von Rudolf Menzer                                                            |         |              | ja                                       |
| Richard Merton                                | 1881–1960 | Industrieller, Stifter und Politiker, Ehrenbürger von Frankfurt am Main                            | II GG 9–12            | Grabstätte Familie Merton                                                         |         |              | ja                                       |
| Wilhelm Merton                                | 1848–1916 | Unternehmer, Sozialpolitiker und Philanthrop                                                       | II GG 9–12            | Grabstätte Familie Merton                                                         |         |              | ja                                       |
| Albert Metzler                                | 1839–1918 | Bankier und Politiker                                                                              | C 86–88               | Grabstätte Familie Metzler                                                        |         |              | nein                                     |
| Albert von Metzler                            | 1898–1989 | Bankier                                                                                            | C 86–88               | Grabstätte Familie Metzler                                                        |         |              | nein                                     |
| Barbara von Metzler                           | 1941–2003 | Mäzenin                                                                                            | C 86–88               | Grabstätte Familie Metzler                                                        |         |              | nein                                     |
| Johann Friedrich von Meyer                    | 1772–1849 | Senator und Bürgermeister, Bibelübersetzer und Gründer der Frankfurter Bibelgesellschaft           | an der Mauer D 176    | Grab von Johann Friedrich von Meyer                                               |         |              | nein Ehrengrab                           |
| Christian Joseph Milani                       | 1822–1889 | Cafétier                                                                                           | F617                  | Grab von Christian Joseph Milani                                                  |         |              | nein                                     |
| Johannes von Miquel                           | 1828–1901 | Oberbürgermeister 1880–1890, Ehrenbürger der Stadt Frankfurt am Main                               | D 297                 | Grab von Johannes von Miquel                                                      |         |              | Ehrengrab                                |
| Alexander Mitscherlich                        | 1908–1982 | Sozialpsychologe und Schriftsteller                                                                | J 1049                | Grab von Alexander Mitscherlich                                                   |         |              | nein                                     |
| Margarete Mitscherlich                        | 1917–2012 | Ärztin und Psychoanalytikerin                                                                      | J 1049                | Grab von Margarete Mitscherlich                                                   |         |              | nein                                     |
| Ingrun Helgard Möckel                         | 1941–1977 | Schönheitskönigin                                                                                  | B an der Mauer 380–81 | Grab von Ingrun Helgard Möckel                                                    |         |              | nein                                     |
| Albert Richard Mohr                           | 1911–1992 | Musik- und Theaterwissenschaftler                                                                  | D 454                 | Grab von Albert Richard Mohr                                                      |         |              | Ehrengrab                                |
| Franz Joseph Molitor                          | 1779–1860 | deutscher Schriftsteller                                                                           | F an der Mauer 255    | Grab von Franz Joseph Molitor                                                     |         |              | nein                                     |
| Walter Möller                                 | 1920–1971 | Oberbürgermeister 1970–1971                                                                        | II 202c               | Grab von Walter Möller                                                            |         |              | nein Ehrengrab                           |
| Tycho Mommsen                                 | 1819–1900 | Altphilologe und Direktor des Städtischen Gymnasiums                                               | F 1608                | Grab von Tycho Mommsen                                                            |         |              | nein                                     |
| Carl Morgenstern                              | 1811–1893 | Maler                                                                                              | F 864                 | ⊙                                                                                 |         |              | nein                                     |
| Johann Friedrich Morgenstern                  | 1777–1844 | Maler und Lithograph                                                                               | A 101                 | Grab von Johann Friedrich Morgenstern                                             |         |              | nein                                     |
| Johann Georg Mouson                           | 1812–1894 | Kosmetikfabrikant Kommunalpolitiker                                                                | V 163                 | Grabstätte Familie Mouson                                                         |         |              | Ehrengrab                                |
| Karl Friedrich Johann von Müller              | 1813–1881 | Maler                                                                                              | F 66                  | Grabstätte Karl von Müller                                                        |         |              | nein                                     |
| Victor Müller                                 | 1830–1871 | Maler                                                                                              | G an der Mauer 542a   | Grabstätte Familie Müller                                                         |         |              | nein                                     |
| Willi Müller                                  | 1895–1967 | Politiker                                                                                          | XIV 534a              | Grabstätte Familie Müller                                                         |         |              | nein                                     |
| Daniel Heinrich Mumm von Schwarzenstein       | 1818–1890 | Oberbürgermeister 1868–1880                                                                        | A 84                  | Grab von Daniel Heinrich Mumm von Schwarzenstein                                  |         |              | Ehrengrab                                |
| Ernst Franz August Münzenberger               | 1833–1890 | Katholischer Stadtpfarrer und Kunstsammler                                                         | B 141                 | Grab von Ernst Franz August Münzenberger                                          |         |              | nein                                     |
| Carl Friedrich Mylius                         | 1827–1916 | Photograph                                                                                         | C Gruft 24            | Grab von Carl Friedrich Mylius                                                    |         |              | nein                                     |
| Karl Jonas Mylius                             | 1839–1883 | Architekt, Planer des Wiener Zentralfriedhofs (mit seinem Partner Alfred Friedrich Bluntschli)     | C Gruft 24            | Grab von Karl Jonas Mylius                                                        |         |              | nein                                     |

## N
| Namen                  | Gelebt    | Beruf                                       | Gewann                | Bild / Koordinaten                                | Entwurf | Beschreibung | Denkmalschutz / Objektnummer / ja / nein |
| ---------------------- | --------- | ------------------------------------------- | --------------------- | ------------------------------------------------- | ------- | ------------ | ---------------------------------------- |
| Josef Neckermann       | 1912–1992 | Gründer der Neckermann Versand AG           | B an der Mauer 380–81 | Grab von Josef Neckermann                         |         |              | nein                                     |
| Heinrich Adam Neeb     | 1805–1878 | Chorleiter                                  | J 755                 | Grab von Heinrich Neeb                            |         |              | nein                                     |
| Christian Ernst Neeff  | 1782–1849 | Arzt und Gründer des Physikalischen Vereins | C an der Mauer 62     | Grab von Christian Ernst Neeff                    |         |              | Ehrengrab und Denkmalschutz              |
| Ludwig von Neher       | 1850–1916 | Architekt                                   | II GG 69              | Grab von Ludwig von Neher                         |         |              | Denkmalschutz                            |
| Sebastian de Neufville | 1790–1849 | Bankier und Politiker                       | an der Mauer 214–215  | Familiengrab de Neufville                         |         |              | Denkmalschutz Ehrengrab                  |
| August von Nordheim    | 1813-1884 | Bildhauer                                   | J 699b                | Grab des deutschen Bildhauers August von Nordheim |         |              | Denkmalschutz Ehrengrab                  |

## O
| Namen            | Gelebt    | Beruf                                                                     | Gewann    | Bild / Koordinaten                        | Entwurf                        | Beschreibung | Denkmalschutz / Objektnummer / ja / nein |
| ---------------- | --------- | ------------------------------------------------------------------------- | --------- | ----------------------------------------- | ------------------------------ | ------------ | ---------------------------------------- |
| Albert Oeser     | 1878–1959 | Wirtschaftsjournalist                                                     | A 996     | Grab von Albert Oeser                     |                                |              | nein                                     |
| Rudolf Oeser     | 1858–1926 | Journalist und Politiker, erster Generaldirektor der Deutschen Reichsbahn | V 159     | Grab von Rudolf Oeser                     |                                |              | nein                                     |
| Karl Oppel       | 1816–1903 | Schriftsteller                                                            | F 395–396 | Grab von Karl Oppel                       |                                |              | nein                                     |
| Peter von Oubril | 1774–1848 | russischer Diplomat                                                       | Gruft 13  | Grabstätte von Oubril in der Gruftenhalle | Eduard Schmidt von der Launitz |              | nein                                     |
| August Oswalt    | 1892–1983 | Bankier und Politiker                                                     | A 433     | Grab von August Oswalt                    |                                |              | nein                                     |

## P
| Namen                                         | Gelebt    | Beruf                                                         | Gewann            | Bild / Koordinaten                | Entwurf | Beschreibung | Denkmalschutz / Objektnummer / ja / nein |
| --------------------------------------------- | --------- | ------------------------------------------------------------- | ----------------- | --------------------------------- | ------- | --- | ---------------------------------------- |
| Alfons Paquet                                 | 1881–1944 | Journalist und Schriftsteller                                 | A 276a            | Grab von Alfons Paquet            |         | | Ja Ehrengrab                             |
| Marie Paquet-Steinhausen                      | 1881–1958 | Malerin                                                       | A 276a            | Grab von Marie Paquet-Steinhausen |         | | Ja Ehrengrab                             |
| Johann David Passavant                        | 1787–1861 | Kunsthistoriker                                               | F 589             | Grab von Johann David Passavant   |         | | Ehrengrab                                |
| Johann Karl Passavant                         | 1790–1857 | Arzt und Schriftsteller                                       | A an der Mauer 83 | Grabstätte Passavant              |         | | nein                                     |
| Eduard Pelissier                              | 1850–1931 | Gymnasiallehrer und Historiker                                | an der Mauer 398a | Grab von Ludwig Landmann          |         | Gräber von Eduard Pelissier und seiner Frau Ida geb. von der Launitz (Mitte), zwischen ihren Söhnen Emil (1882–1888) und Leo (1888–1890) | unbekannt                                |
| Theodor Petersen                              | 1836–1918 | Chemiker und Alpinist                                         | A 60–61           | Grab von Ludwig Landmann          |         | | nein                                     |
| Camille Armand Jules Marie Fürst von Polignac | 1832–1913 | Generalmajor der Armee der Konföderierten Staaten von Amerika | C Gruft 30        | Gruft des Fürsten von Polignac    |         | | ja                                       |
| Karl Preußenstamm                             | 1835-1913 | Bürgermeister der Stadt Frankfurt am Main von 1880-1899       | Gewann C          |                                   |         | | Ehrengrab                                |

## Q
| Namen                    | Gelebt    | Beruf                                    | Gewann | Bild / Koordinaten | Entwurf | Beschreibung | Denkmalschutz / Objektnummer / ja / nein |
| ------------------------ | --------- | ---------------------------------------- | ------ | ------------------ | ------- | ------------ | ---------------------------------------- |
| Max Quarck               | 1860–1930 | Sozialpolitiker und Publizist            | E 743  |                    |         |              | nein                                     |
| Meta Quarck-Hammerschlag | 1864–1954 | Kommunalpolitikerin und Frauenrechtlerin | E 743  |                    |         |              | nein                                     |

## R
| Namen                                   | Gelebt    | Beruf                                                                            | Gewann                                             | Bild / Koordinaten | Entwurf            | Beschreibung                                                                                    | Denkmalschutz / Objektnummer / ja / nein |
| --------------------------------------- | --------- | -------------------------------------------------------------------------------- | -------------------------------------------------- | --- | ------------------ | ----------------------------------------------------------------------------------------------- | ---------------------------------------- |
| Gottfried Raestrup                      | 1889–1955 | Rechtsmediziner                                                                  | F                                                  | Grab von Gottfried Raestrup |                    |                                                                                                 | nein                                     |
| Joseph Joachim Raff                     | 1822–1882 | Schweizer Komponist und Musikpädagoge                                            | D 298                                              | Grab von Joseph Joachim Raff |                    |                                                                                                 | nein                                     |
| Karl vom Rath                           | 1915–1986 | Kunsthistoriker und Kulturdezernent                                              | A 43                                               | Grab von Karl vom Rath |                    |                                                                                                 | nein Ehrengrab                           |
| Walther vom Rath                        | 1857–1940 | Industrieller                                                                    | F an der Mauer 449                                 | Grab von Walther vom Rath |                    |                                                                                                 | nein                                     |
| Heribert Rau                            | 1813–1876 | Theologe und Schriftsteller                                                      | J 1                                                | Grab von Joseph Joachim RaffHeribert Rau |                    |                                                                                                 | nein                                     |
| Friedrich August Ravenstein             | 1809-1881 | Kartograph und Verleger                                                          | F 891                                              | Grab von Friedrich August Ravenstein |                    | Ädikula aus rotem Sandstein mit freistehenden Säulen. Im Mittelteil bronzenes Porträtmedaillon. | ja                                       |
| Ludwig Rehn                             | 1849–1930 | Chirurg                                                                          | V 143                                              | Grab von Ludwig Rehn |                    |                                                                                                 | nein                                     |
| Marcel Reich-Ranicki                    | 1920–2013 | Literaturkritiker                                                                | XIV 34 UG (Urnen-Hain)                             | Grab von Marcel und Teofila Reich-Ranicki |                    |                                                                                                 | nein Ehrengrab                           |
| Teofila Reich-Ranicki                   | 1920–2011 | Künstlerin und Übersetzerin                                                      | XIV 34 UG (Urnen-Hain)                             | Grab von Marcel und Teofila Reich-Ranicki |                    |                                                                                                 | nein                                     |
| Gräfin Emilie von Reichenbach-Lessonitz | 1791–1843 | Mätresse und spätere zweite Ehefrau des Kurfürsten Wilhelm II. von Hessen-Kassel | Mausoleum, Gewann F 1                              | Mausoleum für Gräfin Emilie von Reichenbach-Lessonitz geb. Ortlepp, der Mätresse und spätere zweite Ehefrau des Kurfürsten Wilhelm II. von Hessen-Kassel. | Friedrich Hessemer |                                                                                                 | nein                                     |
| Carl Theodor Reiffenstein               | 1820–1893 | Architektur- und Landschaftsmaler                                                | G 372                                              | Grab von Carl Theodor Reiffenstein |                    |                                                                                                 | nein                                     |
| Maximilian Reinganum                    | 1798–1878 | Jurist, Politiker und Publizist                                                  | B 68                                               | Grab von Maximilian Reinganum |                    |                                                                                                 | nein                                     |
| Ferdinand Ries                          | 1784–1838 | Komponist, Schüler Beethovens                                                    | in der Gruft der Familie Klotz, Nr. 45, Gruftenweg | Gruft Nr. 45 |                    |                                                                                                 | ja                                       |
| Sebastian Rinz                          | 1782–1861 | Stadtgärtner                                                                     | C 155                                              | Grab von Sebastian Rinz |                    |                                                                                                 | nein Ehrengrab                           |
| Friedrich Ernst Roessler                | 1813–1883 | Münzwardein der Freien Stadt Frankfurt und Gründer der Degussa                   | F an der Mauer 444                                 | Grab von Friedrich Roessler |                    |                                                                                                 | nein                                     |
| Fritz Roessler                          | 1870–1937 | Industrieller und Kommunalpolitiker                                              | F 899                                              | Grab von Fritz Roessler |                    |                                                                                                 | nein                                     |
| Hector Roessler                         | 1842–1915 | Chemiker und Unternehmer                                                         | F an der Mauer 444                                 | Grab von Hector Roessler |                    |                                                                                                 | nein                                     |
| Heinrich Roessler                       | 1845–1924 | Chemiker und Unternehmer                                                         | F 899                                              | Grab von Heinrich Roessler |                    |                                                                                                 | nein                                     |
| Ljubomir Romansky                       | 1912–1989 | Dirigent                                                                         | F 1468                                             | Grab von Ljubomir Romansky |                    |                                                                                                 | nein                                     |
| Ludwig Rottenberg                       | 1864–1932 | Dirigent und Komponist                                                           | II GG29                                            | Grab von Ludwig Rottenberg |                    |                                                                                                 | nein                                     |
| Anton Karl Rumpf                        | 1838–1911 | Bildhauer                                                                        | A 104                                              | |                    |                                                                                                 | nein                                     |
| Friedrich Rumpf                         | 1795–1867 | Architekt und Baumeister                                                         | E an der Mauer 269a                                | Grab von Friedrich Rumpf |                    |                                                                                                 | nein Ehrengrab                           |
| Hermann Rumpf                           | 1875–1942 | Jurist                                                                           | A 104                                              | |                    |                                                                                                 | nein                                     |
| Peter Philipp Rumpf                     | 1821–1896 | Maler                                                                            | C 42                                               | Grab von Peter Philipp Rumpf |                    |                                                                                                 | nein                                     |
| Eduard Rüppell                          | 1794–1884 | Afrikaforscher                                                                   | F 155a                                             | Grab von Eduard Rüppell |                    |                                                                                                 | Ehrengrab                                |

## S
| Namen                                | Gelebt    | Beruf | Gewann             | Bild / Koordinaten                     | Entwurf | Beschreibung | Denkmalschutz / Objektnummer / ja / nein |
| ------------------------------------ | --------- | --- | ------------------ | -------------------------------------- | ------- | ------------ | ---------------------------------------- |
| Adolf Sabor                          | 1841–1907 | Lehrer und Politiker, MdR, SPD                                                                                 | ?                  |                                        |         |              | nein                                     |
| Johann Georg Conrad von Saint George | 1782-1863 | Seit 1811 Teilhaber des BankhausBethmann und MitgliedimPflegeamt des Hospitals zum Heiligen Geist in Frankfurt | B                  |                                        |         |              | Ehrengrab                                |
| Hermann Senf                         | 1878–1979 | Architekt | VII 231a           |                                        |         |              | nein                                     |
| Georg Christian Friedrich Siebert    | 1804-1891 | Von 1843-1866 Senator der freien Stadt Frankfurt am Main                                                       | C                  |                                        |         |              | Ehrengrab                                |
| Lutz Sikorski                        | 1950–2011 | Kommunalpolitiker                                                                                              | D 550              | Grab von Lutz Sikorski                 |         |              | nein                                     |
| Raphael Slidell von Erlanger         | 1865–1897 | Zoologe | Gruft 18           | Gruft der Familie Erlanger             |         |              | ja                                       |
| Samuel Thomas von Soemmerring        | 1755–1830 | Anatom, Anthropologe, Paläontologe und Erfinder, unter anderem des Telegraphen                                 | D an der Mauer 178 | Grab von Samuel Thomas von Soemmerring |         |              | ja Ehrengrab                             |
| Eduard Souchay                       | 1800–1872 | Jurist und Politiker                                                                                           | C an der Mauer 64  | Grab von Eduard Souchay                |         |              | ja                                       |
| Johannes August Speltz               | 1823–1893 | Jurist und Politiker                                                                                           | C 64               | Grab von Johannes August Speltz        |         |              | ja                                       |

## Sch
| Namen                               | Gelebt    | Beruf | Gewann                                                                    | Bild / Koordinaten                      | Entwurf | Beschreibung | Denkmalschutz / Objektnummer / ja / nein                    |
| ----------------------------------- | --------- | --- | ------------------------------------------------------------------------- | --------------------------------------- | ------- | ------------ | ----------------------------------------------------------- |
| August Schanz                       | 1871–1935 | Schlossermeister, Unternehmer und Kommunalpolitiker                                                          | K 165                                                                     | Grabstätte Familie Schanz               |         |              | nein                                                        |
| Gottfried Scharff                   | 1782–1855 | Kaufmann, Senator und mehrfach Älterer Bürgermeister                                                         | B an der Mauer 330                                                        | Grab von Gottfried Scharff              |         |              | Ehrengrab                                                   |
| Lina von Schauroth                  | 1874–1970 | Bildhauerin                                                                                                  | F 1786                                                                    | x                                       |         |              | nein                                                        |
| Friedrich Schierholz                | 1840–1894 | Bildhauer | J 634 Plan Nr. 158, ursprünglich an der Mauer, wurde 1955 hierher verlegt | Grab von Friedrich Schierholz           |         |              | nein Ehrengrab                                              |
| Max von Schillings                  | 1868–1933 | Komponist und Dirigent                                                                                       | Gruft 48                                                                  | Grab von Max von Schillings             |         |              | nein                                                        |
| Adolf Schindling                    | 1887–1963 | Senator und Gründer von VDO                                                                                  | II GG 27                                                                  | Grab von Adolf Schindling               |         |              | nein                                                        |
| Dorothea Schlegel geb. Mendelssohn  | 1763–1839 | Schriftstellerin                                                                                             | B 180                                                                     | Grab von Dorothea Schlegel              |         |              | Ehrengrab                                                   |
| Matthias Jacob Schleiden            | 1804–1881 | Botaniker, erkannte die Bedeutung der Zelle für den Organismus                                               | J 751b                                                                    | Grab von Matthias Jacob Schleiden       |         |              | nein Ehrengrab                                              |
| Johann Friedrich Heinrich Schlosser | 1780–1851 | Jurist, Kaiserlicher Rat und Schriftsteller                                                                  | D 211                                                                     | Grab von Fritz Schlosser                |         |              | nein                                                        |
| Peter Schmick                       | 1833–1899 | Ingenieur und Architekt, Erbauer zahlreicher Brücken (Kaa Brick ohne Schmick!), darunter des Eisernen Steges | an der Mauer 465a                                                         | Grab von Peter Schmick                  |         |              | nein                                                        |
| Alfred Schmidt                      | 1931–2012 | Philosoph | A 15                                                                      | Grab von Alfred Schmidt                 |         |              | Ehrengrab                                                   |
| Pauline Schmidt                     | 1840–1856 | „Paulinchen“ aus dem Struwwelpeter, Schwester von Moritz Schmidt                                             | C 148                                                                     | ⊙                                       |         |              | Ehrengrab                                                   |
| Eduard Schmidt von der Launitz      | 1797–1869 | Bildhauer | an der Mauer 398a                                                         | Grab von Eduard Schmidt von der Launitz |         |              | nein                                                        |
| Viktoria Schmidt-Linsenhoff         | 1944–2013 | Kunsthistorikerin                                                                                            | F 1491                                                                    | Grab von Viktoria Schmidt-Linsenhoff    |         |              | nein                                                        |
| Moritz Schmidt-Metzler              | 1838–1907 | Hals-, Nasen- und Ohrenarzt, Leibarzt Kaiser Friedrich III. und Wilhelm II., Bruder von Pauline Schmidt      | C 90                                                                      | Grab von Moritz Schmidt                 |         |              | nein                                                        |
| Carl Schmidt-Polex                  | 1853–1919 | Jurist und Industrieller                                                                                     | D 285                                                                     | Grab von Carl Schmidt-Polex             |         |              | nein                                                        |
| Victor Schmieden                    | 1874–1945 | Chirurg | XIV 33                                                                    |                                         |         |              | nein                                                        |
| Aloys Schmitt                       | 1788–1866 | Komponist, Pianist und Musikpädagoge                                                                         | F an der Mauer 433                                                        | Grab von Aloys Schmitt                  |         |              | nein                                                        |
| Otto Schmöle                        | 1890–1968 | Schauspieler                                                                                                 | A 20–21                                                                   | Grab von Otto Schmöle                   |         |              | nein                                                        |
| Arthur Schoenflies                  | 1853–1928 | Mathematiker                                                                                                 | XIV 403 UG                                                                | Grab von Arthur Schoenflies             |         |              | nein                                                        |
| Otto Scholderer                     | 1834–1902 | Maler | F 185a                                                                    |                                         |         |              | nein                                                        |
| Arthur Schopenhauer                 | 1788–1860 | Philosoph | A 24                                                                      | ⊙                                       |         |              | Ein Wegweiser auf dem Hauptfriedhof weist den Weg Ehrengrab |
| Norbert Schrödl                     | 1842–1912 | Maler | I 531                                                                     |                                         |         |              | nein                                                        |
| Felix Schumann                      | 1854–1879 | Dichter, jüngster Sohn von Robert und Clara Schumann                                                         | J 709                                                                     | Grabanlage von Felix Schumann           |         |              | nein Ehrengrab                                              |
| Elisabeth Schwarzhaupt              | 1901–1986 | erste deutsche Bundesministerin (Bundesministerium für Gesundheit und Soziale Sicherung)                     | II 268                                                                    | Grabanlage von Elisabeth Schwarzhaupt   |         |              | nein                                                        |
| Johann Baptist von Schweitzer       | 1833–1875 | Politiker und Dramatiker                                                                                     | Gruft 32                                                                  | Gruft der Familie Schweitzer            |         |              | nein                                                        |
| Richard Schwemer                    | 1857–1928 | Historiker                                                                                                   | F 1721                                                                    | Grabanlage von Richard Schwemer         |         |              | nein Ehrengrab                                              |

## St
| Namen                        | Gelebt    | Beruf                                                                       | Gewann                          | Bild / Koordinaten                    | Entwurf | Beschreibung | Denkmalschutz / Objektnummer / ja / nein |
| ---------------------------- | --------- | --------------------------------------------------------------------------- | ------------------------------- | ------------------------------------- | ------- | ------------ | ---------------------------------------- |
| Martin Eduard Staudinger     | 1842-1910 | Tierschützer, Kämpfer gegen die Vivisektion                                 | Gewann B                        |                                       |         |              | Ehrengrab                                |
| Albert Steigenberger         | 1889–1958 | Hotelier                                                                    | IV 125                          | Grab von Albert Steigenberger         |         |              | nein                                     |
| Wilhelm Steinhausen          | 1846–1924 | Maler und Lithograph                                                        | E 577a                          | Grab von Wilhelm Steinhausen          |         |              | ja                                       |
| Edward von Steinle           | 1810–1886 | Maler                                                                       | D 215                           | Grab von Edward von Steinle           |         |              | nein                                     |
| David Stempel                | 1869–1927 | Gründer der Schriftgießerei D. Stempel und Kooperationspartner von Linotype | II 220                          | Grab von David Stempel                |         |              | nein                                     |
| Hilde Steppe                 | 1947–1999 | Pflegewissenschaftlerin, Gewerkschafterin                                   | E 1076                          | Grab von Hilde Steppe                 |         |              | nein                                     |
| Salomon Friedrich Stiebel    | 1792–1868 | Arzt                                                                        | E an der Mauer 415–417          | Grab von Salomon Friedrich Stiebel    |         |              | Ehrengrab                                |
| Adolf Stoltze                | 1842–1933 | Frankfurter Dichter, Sohn von Friedrich Stoltze                             | II GG 23                        | Grab von Adolph Stoltze               |         |              | Ehrengrab                                |
| Friedrich Stoltze            | 1816–1891 | Dichter und Journalist                                                      | J 306                           | ⊙                                     |         |              | Ehrengrab                                |
| Wilhelm Stricker             | 1816–1891 | Arzt, Historiker und Publizist                                              | B 23                            | Grab von Wilhelm Stricker             |         |              | Ehrengrab                                |
| Ignatz Stroof                | 1838–1920 | Chemiker und Industrieller                                                  | I 212                           |                                       |         |              | nein                                     |
| Carl-Heinrich von Stülpnagel | 1886–1944 | General der Infanterie und Widerstandskämpfer                               | an der Mauer 402b (Gedenktafel) | Grab von Carl-Heinrich von Stülpnagel |         |              | Ehrengrab – Kenotaph                     |

## T
| Namen            | Gelebt    | Beruf                                                          | Gewann    | Bild / Koordinaten              | Entwurf | Beschreibung | Denkmalschutz / Objektnummer / ja / nein |
| ---------------- | --------- | -------------------------------------------------------------- | --------- | ------------------------------- | ------- | ------------ | ---------------------------------------- |
| Alfred Teves     | 1868–1953 | Unternehmer / Gründer der Firma Alfred Teves GmbH              | II 135    | Familiengrab von Alfred Teves   |         |              | nein                                     |
| Klaus Traube     | 1928-2016 | Umweltforscher                                                 | IV 117    |                                 |         |              | nein                                     |
| Dieter Trautwein | 1928–2002 | evangelischer Theologe, Kirchenlieddichter                     |           | Grab von Dieter Trautwein       |         |              | nein                                     |
| Hermann Treuner  | 1876–1962 | Maler, Bildhauer und Modellbauer, Schöpfer des Altstadtmodells | K 2100    |                                 |         |              | nein                                     |
| Gustav Treupel   | 1867–1926 | Internist                                                      | E 720–722 | Familiengrab von Gustav Treupel |         |              | nein                                     |
| Abisag Tüllmann  | 1935–1996 | Fotografin, Bildjournalistin                                   | F 1763    | Grab von Abisag Tüllmann        |         |              | nein                                     |

## U
| Namen                    | Gelebt    | Beruf                 | Gewann              | Bild / Koordinaten                | Entwurf | Beschreibung | Denkmalschutz / Objektnummer / ja / nein |
| ------------------------ | --------- | --------------------- | ------------------- | --------------------------------- | ------- | ------------ | ---------------------------------------- |
| Siegfried Unseld         | 1924–2002 | Verleger, Ehrenbürger | II 203              | Grab von Siegfried Unseld         |         |              | Ehrengrab                                |
| Anton Urspruch           | 1850–1907 | Komponist und Pianist | F 1569              | Grab von Anton Urspruch           |         |              | Ehrengrab                                |
| Friedrich Philipp Usener | 1773–1867 | Jurist und Politiker  | E an der Mauer 305a | Grab von Friedrich Philipp Usener |         |              | Ehrengrab                                |

## V
| Namen             | Gelebt    | Beruf                                                                                    | Gewann             | Bild / Koordinaten                  | Entwurf                             | Beschreibung                                                  | Denkmalschutz / Objektnummer / ja / nein |
| ----------------- | --------- | ---------------------------------------------------------------------------------------- | ------------------ | ----------------------------------- | ----------------------------------- | ------------------------------------------------------------- | ---------------------------------------- |
| Caroline Valentin | 1855–1923 | Musikwissenschaftlerin                                                                   | F 1287             | Grab von Caroline und Veit Valentin |                                     |                                                               | nein                                     |
| Veit Valentin     | 1842–1900 | Kunsttheoretiker und Pädagoge                                                            | F 1287             | Grab von Caroline und Veit Valentin |                                     |                                                               | nein                                     |
| Augusto Varnesi   | 1866-1941 | Bildhauer                                                                                | F 638              | ⊙                                   | Sprückmann / Gebr. Wagner / Varnesi | Neogotische Stele aus rotem Sandstein mit geschweiftem Giebel | nein Ehrengrab                           |
| Adolf Varrentrapp | 1844–1916 | Politiker, 1899 bis 1906 Bürgermeister von Frankfurt                                     | D an der Mauer 144 | Grab von Adolf Varrentrapp          |                                     |                                                               | nein Ehrengrab                           |
| Georg Varrentrapp | 1809–1886 | Mediziner, Stadtrat                                                                      | D an der Mauer 148 | Grab von Georg Varrentrapp          |                                     |                                                               | Ehrengrab                                |
| Otto Volger       | 1822–1897 | Naturwissenschaftler, Gründer des Freien Deutschen Hochstiftes, Retter des Goethe-Hauses | J 815              | Grab von Otto Volger                |                                     |                                                               | nein                                     |
| Franz Volhard     | 1872–1950 | Arzt und Hochschullehrer                                                                 | V 311              | Grab von Franz Volhard              |                                     |                                                               | nein                                     |

## W
| Namen                     | Gelebt     | Beruf                                                             | Gewann            | Bild / Koordinaten                  | Entwurf | Beschreibung | Denkmalschutz / Objektnummer / ja / nein |
| ------------------------- | ---------- | ----------------------------------------------------------------- | ----------------- | ----------------------------------- | ------- | ------------ | ---------------------------------------- |
| Friedrich Karl Waechter   | 1937–2005  | Karikaturist                                                      | J 1066            |                                     |         |              | nein                                     |
| Albert Wamser             | 1863- 1930 | Mitbegründer des DFBs 1900 in Leipzig                             | C                 |                                     |         |              | Ehrengrab                                |
| Walter Wallmann           | 1932–2013  | Politiker, Oberbürgermeister 1977–1986 und Ehrenbürger Frankfurts | XIV, 32           | Ehrengrab von Walter Wallmann       |         |              | Ehrengrab                                |
| Andreas Weber             | 1832–1901  | Gartenarchitekt                                                   | A 81              | Grab von Andreas Weber              |         |              | ja                                       |
| Beda Weber                | 1798–1858  | katholischer Stadtpfarrer und Mitglied der Nationalversammlung    | B 141, 142        | Grab von Beda Weber                 |         |              | ja                                       |
| Arthur von Weinberg       | 1860–1943  | Industrieller und Mäzen, Ehrenbürger                              | II GG 29, 29a, 30 | Grabstätte der Familie von Weinberg |         |              | Ehrengrab                                |
| Marianne von Willemer     | 1784–1860  | Geliebte Goethes („Suleika“)                                      | D 261             | Grab von Marianne von Willemer      |         |              | nein Ehrengrab                           |
| Franz Xaver Winterhalter  | 1805–1873  | Maler                                                             | C 123/124         | Grab von Franz Xaver Winterhalter   |         |              | nein                                     |
| Rudolf Winterwerb         | 1863–1941  | Bankier                                                           | E 15              | Grab von Rudolf Winterwerb          |         |              | ja                                       |
| Johann Georg August Wirth | 1798–1848  | Politischer Schriftsteller und Mitglied der Nationalversammlung   | A Reihe 98-88     | Grab von Georg August Wirth         |         |              | nein Ehrengrab                           |
| Paul Wolff                | 1887–1951  | Arzt und Photograph                                               | II GG 17a         |                                     |         |              | nein                                     |
| Werner Wunderlich         | 1926–2013  | Journalist und Hörfunkmoderator                                   | A 976             | Grab von Werner Wunderlich          |         |              | nein                                     |

## Z
| Namen          | Gelebt    | Beruf                               | Gewann | Bild / Koordinaten          | Entwurf | Beschreibung | Denkmalschutz / Objektnummer / ja / nein |
| -------------- | --------- | ----------------------------------- | ------ | --------------------------- | ------- | ------------ | ---------------------------------------- |
| Eduard Ziehen  | 1819–1884 | Schriftsteller                      | D 228  | Ehrengrab von Julius Ziehen |         |              | Ehrengrab                                |
| Julius Ziehen  | 1864–1925 | Pädagoge und Stadtrat               | D 256  | Ehrengrab von Julius Ziehen |         |              | Ehrengrab                                |
| Manfred Zuleeg | 1935–2015 | Staatsrechtslehrer, Richter am EuGH | A      | Grab von Manfred Zuleeg     |         |              |                                          |